# Гомати
Гомати (на гръцки: Γομάτι, катаревуса Γομάτιον, Гоматион) е село на Халкидическия полуостров, Гърция, част от дем Аристотел, област Централна Македония. Според преброяването от 2001 година броят на жителите му е 591.

## Георгафия
Селото е разположено в югоизточната част на Халкидика, на 22 километра югоизточно от Арнеа (Леригово), преди началото на третия ръкав на полуострова – Света гора.

## История

### Античност и Средновековие
Гоматската река Петдения се идентифицира със Студената река (Ψυχρό ποταμό), спомената от Аристотел, посочвайки, че овцете минали през водите ѝ, променят цвета на вълната си.
Край Гомати има много останки от различни антични и средновековни селища – в местностите Градистос (Γραντίστος), Кастри край Девелики (Καστρί), Пиргос (Πύργος) и Хиляду (Χιλιαδού).
На няколко километра на северозапад е запазен средновековният каменен Гоматски мост, символ на селото.
През средновизантийската епоха в района е съществувало селището Девелики. От XII век районът започва частично да се трансформира в метохи на светогорските манастири. През XIV век е принадлежал на Иверския манастир, Великата Лавра|Лавра и Хелендар и по-късно на Дионисиат.
На 4 km на запад от селото са развалините на Старо Гомати. Там е разположена средновековната отбранителна кула на Гоматския манастир „Света Богородица“ от VIII – IX век, както и параклис, посветен на Свети Атанасий Атонски. Манастирът е бил разположен до селище на име Камена. На черния път за Мегали Панагия (Ревеник) е бил разположен старият манастир „Свети Четиридесет мъченици“, метох на Ксиропотамския манастир, от който днес е оцелял само един параклис в светогорски стил от XIX век. На мястото на кулата е било старото селище, преместено на новото си място след земетресение в 1932 година. Селището е било собственост на светогорски манастири и се споменава от X век под името Камена. От XIV век се появява името Гомати. От 1400 година е собственост на Великата Лавра.

### В Османската империя
Александър Синве („Les Grecs de l’Empire Ottoman. Etude Statistique et Ethnographique“), който се основава на гръцки данни, в 1878 година пише, че в Гомати (Ghomati), Йерисовска епархия, живеят 420 гърци.
Към 1900 година според статистиката на Васил Кънчов („Македония. Етнография и статистика“) в Гомати живеят 520 жители гърци християни.
По данни на секретаря на Българската екзархия Димитър Мишев („La Macédoine et sa Population Chrétienne“) в 1905 година в Гомати (Gomati) има 500 гърци.

### В Гърция
В 1912 година, по време на Балканската война, в Гомати влизат гръцки части и след Междусъюзническата война в 1913 година остава в Гърция. 
В 1932 година Старо Гомати е унищожено от земетресение и е преместено на 4 km на изток на мястото на метоха на Великата Лавра, експроприиран от държавата.
До 2011 година Гомати е част от дем Панагия.
| Име  | Име   | Ново име | Ново име | Описание                                             |
| ---- | ----- | -------- | -------- | ---------------------------------------------------- |
| Круп | Κρούπ | Рематаки | Ρεματάκι | река на Ю от Гомати, вливаща се в Светогорския залив |

## Личности
Родени в Гомати
- Апостолос Василиу (1801 – 1833), участник в Гръцката война за независимост
- Георги Гоматски, светец от XIX век
- Гервасий Гоматски, светец от XIX век